# Илгаз (гори)

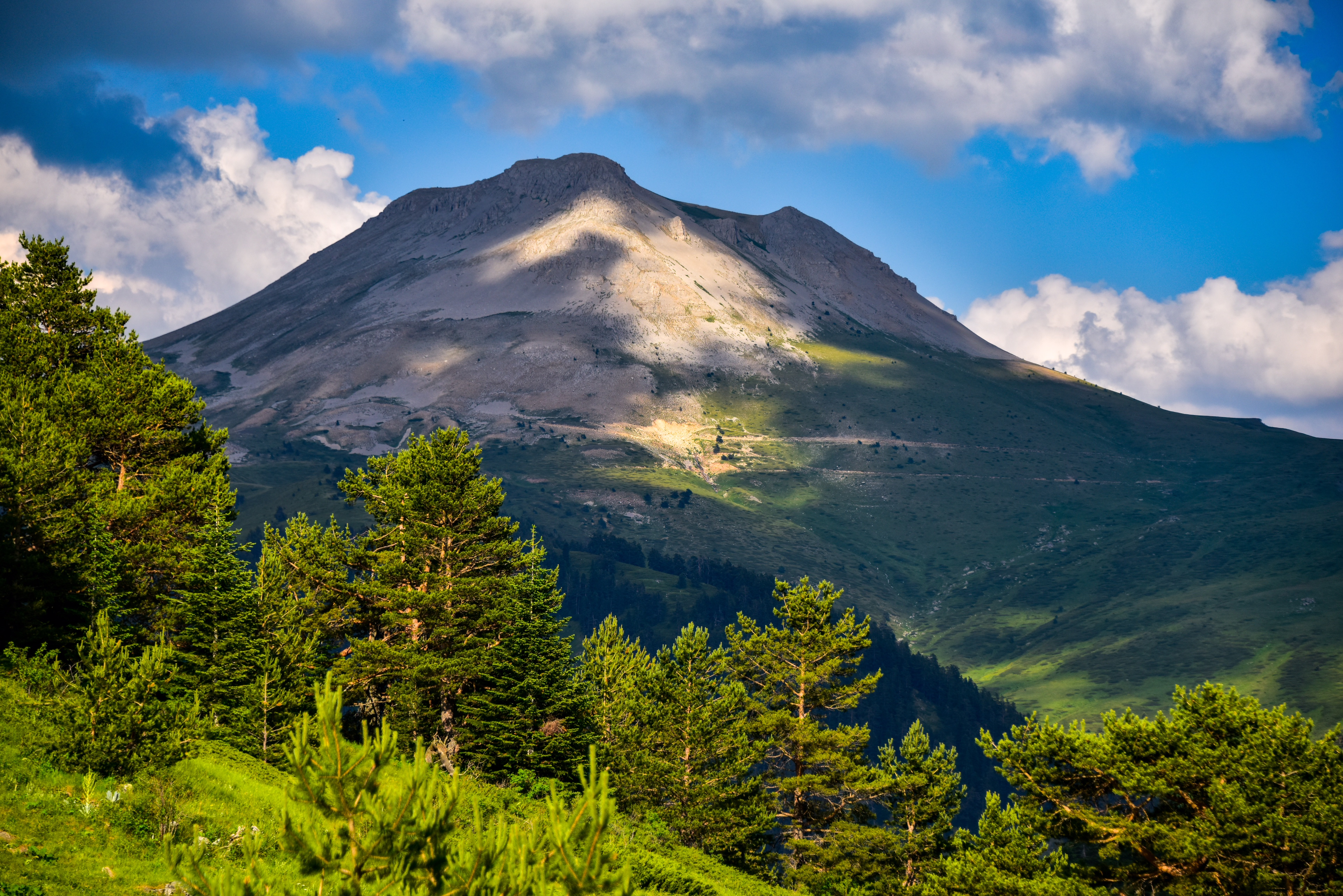
Гора у липні

Илгаз (тур. Ilgaz Dağları) — гірський хребет у північно-західній Анатолії, на території сучасної Туреччини.

## Географія
У південному Причорномор'ї є три гірські пасма, що прямують паралельно узбережжю Чорного моря. Гори Илгаз складають східну частину другого пасма від берегової лінії — на середній відстані 100 км. Північні схили гір знаходяться в провінції Кастамону, а південні — у провінції Чанкири. Протяжність гірської системи із заходу на схід становить близько 150 км, ширина — близько 30 км.
Найвища точка хребта — гора Хаджеттепе, чия висота становить 2587 метрів. Автомагістраль D-765, яка з'єднує турецьке узбережжя Чорного моря з центральною Анатолією, прямує за 10 км на захід від піка. Найвищий перевал на шосе знаходиться на висоті 1850 метри.

## Національний парк
Національний парк Илгаз (тур. Ilgaz Dağı Milli Parkı) — природоохоронний район, площею 742,38 га, засновано 2 червня 1976 року і розташований в однойменних горах, на межі між провінціями Кастамону і Чанкири.

### Геологія
Гори Илгаз, мають склад з порід: серпентиніт, сланець, а також — вулканічні породи. Варто відзначити: найдовший та найактивніший геологічний розлом Туреччини — Північно-Анатолійський розлом — прямує через південне підніжжя Илгаза.

### Клімат
Середньорічна температура в національному парку становить 9,8 °C. Січень — найхолодніший місяць із середньою температурою −0,8 °C, а найтепліші місяці — липень (20 °C) і серпень (19,7 °C). За даними метеорологічної станції в Кастамону, середньорічна кількість опадів в регіоні становить 486 мм. У нижніх частинах парку — в його долинах — кількість опадів становить близько 400 мм, а у гірських вершин — близько 1200 мм. Найбільша кількість опадів припадає на весну і початок літа. На північні схили високогірних регіонів припадає більше вологи. Центрально-анатолійський клімат призводить до шести місяців снігових опадів: товщина снігового покриву на схилах досягає приблизно 1 м.

### Екологія
Через розташування національного парку в перехідному регіоні між Центральною Анатолією і Чорним морем, він має багату флору та фауну.
Гори Илгаз, особливо їх північні схили, покриті густим лісом (займає 81,7 % загальної площі). Популярна назва лісів на схилах Ільгазьких гір — тур. ağaç denizi («море дерев»). Гори покриті турецьким дубом (Quercus cerris), європейськими чорними соснами (Pinus nigra) і смерековими (Abies) лісами. На високогір'ї — на висоті 1500 м і вище — росте турецька сосна (Pinus brutia) та сосна звичайна (Pinus sylvestris), що часто утворюють мішані ліси.
На схилах гір можна зустріти 30 видів ссавців, серед них: благородний олень, косуля, дикий кабан, бурий ведмідь, сірий вовк, азійський шакал, сарна і лисиця. У 1996 році в горах був виявлений новий вид комах, який у 2010 році був названий на честь місця свого проживання — Merodon Ilgazense.